# Costa d'Oro portoghese
La Costa d'Oro portoghese o Guinea portoghese (portoghese: Costa do Ouro) fu una parte dell'attuale Ghana che venne colonizzata dai portoghesi dal 1482.

## Storia
I portoghesi stabilirono il loro primo insediamento nella Costa d'Oro dal 21 gennaio 1482 ed in breve tempo edificarono lungo la costa diversi forti che, oltre che per gli scambi commerciali, servirono da difesa dell'area per gli interessi del Portogallo rispetto alle altre potenze coloniali straniere d'Europa, in particolare della Spagna. Essi erano:
- Castelo de São Jorge da Mina, attuale Elmina: 21 gennaio 1482 – 28–9 agosto 1637; divenne la capitale
- Forte de Santo António de Axim, attuale Axim: 1486 – 1642
- Forte de São Francisco Xavier, attuale Osu, distretto di Accra: 1640–1642
- Forte de São Sebastião de Xama, attuale Shama: 1526–1637.
- Forte de Dom Pedro

Il 29 agosto 1637 gli olandesi occuparono São Jorge da Mina. 
Il 9 gennaio 1642 l'intera colonia venne ceduta agli olandesi e divenne parte della loro colonia della Costa d'Oro olandese.

## Capitani maggiori
I governatori portoghesi della colonia della Costa d'Oro avevano il titolo di capitani maggiori:
- 1482 – 1485 - Diogo de Azambuja
- 1485 – 1486 - Álvaro Vaz Pestano
- 148? – Álvaro Mascarenhas
- c.1487 – João Fogaça
- 1495 – 1499 - Lopo Soares de Albergaria
- 1499? – 1503? - Fernão Lopes Correia
- 1503? – 1506? - Diogo Lopes de Sequeira
- 1506? – 1509? - António de Bobadilha
- c.1510 – Manuel de Góis[1]
- 1513 – Afonso Caldeira
- c.1513 – António Fróis[1]
- 1514 – 1516? - Nuno Vaz de Castelo Branco
- 1516? – 1519 - Fernão Lopes Correia
- 1519 – 1522 - Duarte Pacheco Pereira
- 1522 – 1524 - Afonso de Albuquerque
- 1524 – 1525 - João de Barros[1]
- 1526 – 1529 - João Vaz de Almada
- 1529 – 1532 - Estêvão da Gama
- 1536 – 1537 - Manuel de Albuquerque
- 1537 – 1540? - ....
- 1540 – 1543 - António de Miranda de Azevedo
- 1541 – 1545? - Lopo de Sousa Coutinho
- 1545 – Diogo Soares de Albergaria (1ª volta)
- 1545 – 1548 - António de Brito
- 1548 – 1550 - Lopo de Sousa Coutinho[1]
- 1550? – Martim de Castro
- 1550? – 1552? - Diogo Soares de Albergaria (2ª volta)
- 1552? – Filipe Lobo
- 1552? – 1556? - Rui de Melo
- 1556 – 155? - Afonso Gonçalves de Botafogo
- 155? – 1559 - António de Melo
- 1559 – Manuel da Fonseca
- 1559 – 1562 - Rui Gomes de Azevedo
- 1562 – 15.. - Manuel de Mesquita Perestrelo
- c.1562 – João Vaz de Almada Falcão
- 156? – Francisco de Barros de Paiva
- 1564 – 15.. - Fernando Cardoso
- 15.. – 1570 - ....
- 1570 – 1573 - António de Sá
- c.1573 – Martim Afonso
- c.1574 – c.15.. - Mendio da Mota
- 15.. – c.1579 - ....
- 1579 – c.1583 - Vasco Fernandes Pimentel
- 1583 – 1586 - João Rodrigues Pessanha
- 1586 – 15.. - Bernardinho Ribeiro Pacheco
- 15.. – 1586 - ...
- 1586 – 1594 - João Róis Coutinho
- c.1595 – c.1596 - Duarte Lôbo da Gama
- 1596 – 1608 - Cristóvão de Melo
- 1608 – 1610 - Duarte de Lima
- 1610 – 1613 - João de Castro
- 1613 – 1616 - Pedro da Silva
- 1616/17 – 1624 - Manuel da Cunha de Teive
- 1624 – c.1625 - Francisco de Souto-Maior
- 162? – 162? - Luís Tomé de Castro
- 162? – 1629 - João da Serra de Morais
- 1629 – c.1632 - ....
- 1632 – 1634 - Pedro de Mascarenhas
- 1634 – 1634 - Duarte Borges (ad interim)
- 1634 – 1642 - André da Rocha Magalhães (de facto)
- 1642 – 1642 - Francisco de Sotte